# Autocharis discalis
Autocharis discalis là một loài bướm đêm trong họ Crambidae.